# Liste der Monuments historiques in Moussy (Val-d’Oise)
Die Liste der Monuments historiques in Moussy (Val-d’Oise) führt die Monuments historiques in der französischen Gemeinde Moussy auf.

## Liste der Bauwerke
| Bezeichnung                        | Beschreibung                      | Standort | Kennzeichnung | Schutzstatus | Datum | Bild           |
| ---------------------------------- | --------------------------------- | -------- | ------------- | ------------ | ----- | -------------- |
| Kirche St-André                    | Erbaut im 13. und 16. Jahrhundert | (Lage)   | PA00080136    | Inscrit      | 1926  | weitere Bilder |
| Herrenhaus des ehemaligen Priorats | Erbaut im 13. und 16. Jahrhundert | (Lage)   | PA00080137    | Classé       | 1927  | weitere Bilder |

## Liste der Objekte

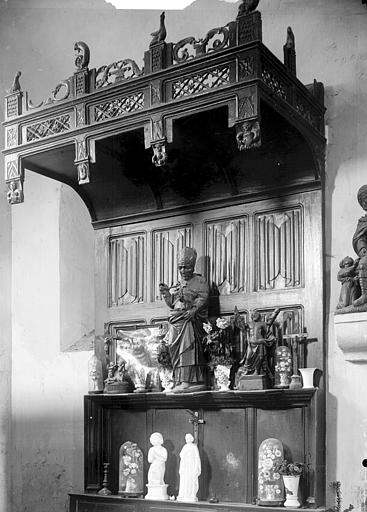
Retabel aus dem 16. Jahrhundert in der Kirche St-André (1944 zum größten Teil zerstört)

- Monuments historiques (Objekte) in Moussy in der Base Palissy des französischen Kultusministeriums